# Israel i olympiska sommarspelen 1968
Israel deltog i de olympiska sommarspelen 1968 med en trupp bestående av 29 deltagare. Ingen av landets deltagare erövrade någon medalj.